# Personal Digital Cellular
Personal Digital Cellular (PDC) es una tecnología de telefonía móvil 2G que se utiliza en comunicaciones de telefonía móvil digital en Japón. Utiliza una variante de TDMA (Time Division Multiple Access ) que divide cada canal en ranuras de tiempo individuales para incrementar la cantidad de datos que pueden ser transportados.

## Funcionamiento de la red
El PDC es la que aprovecha de forma más eficiente el espectro de todas las tecnologías TDMA, opera dividiendo cada canal en varias ranuras de tiempo y por tanto permitiendo a varios usuarios utilizar a la vez un canal de la misma frecuencia. Cada canal puede soportar 3 usuarios en condiciones normales. Puede trabajar con 6 canales half-rate (o 3 canales full-rate), comparado con 3 canales de 30 kHz en el IS-136 y 8 canales en 200 kHz en el GSM. Incluso la comparación sale favorable con el CDMA (Code Division Multiple Access), utilizando tecnologías de extensión del espectro para proporcionar más de 131 canales de un ancho de banda de 1250 kHz.
La codificación de la voz es un factor importante. El PDC utiliza un codificador distinto que el de IS54/IS136. La tasa del estándar es de 9,6 kbit/s del estilo de otras tecnologías similares como el GSM, pero cuando la codificación es de forma half-rate cae hasta los 5,6 kbit/s. Aunque esto da una reducción considerable en la calidad de la voz, todavía es adecuado para mantener la inteligibilidad, es decir, que se entienda la voz.
La red PDC soporta muchas más funciones avanzadas en línea que las otras tecnologías móviles de Segunda Generación 2G con su mensajería de texto SMS y la identificación de llamada. Utilizando sus capacidades de Red Inteligente, el PDC también soporta llamadas en prepago, números personales, Números de Acceso Universal, planes de carga avanzados y Redes Privadas Virtuales inalámbricas, VPN’s. Las VPN’s son grupos cerrados de usuarios que proporciona a los colegas trabajar en lugares diferentes para comunicarse a través de la red de telefonía móvil como si estuvieran usando un sistema convencional de telefonía en una oficina.
En Japón la cobertura en interiores es altamente importante, proporcionando una importante diferencia en el servicio para las otras redes. El PDC ha sido diseñado para permitir soluciones de mejora de la congestión en lugares como centros comerciales, oficinas y estaciones de metro. Una red de micro-estaciones y pico-estaciones base puede ser desplegada en interiores, con sistemas de antenas distribuidos y repetidores, sobre todos los edificios que tengan en su planificación el estándar PDC.
Para la transmisión de datos se introdujo el PDC-P (PDC Mobile Packet Data Communication System). Utiliza un sistema basado en la transmisión de paquetes permitiendo a varios usuarios utilizar un canal simple a la vez. Esto vale para aplicaciones rompedoras como la navegación por Internet, donde la aproximación a la conmutación de circuitos tradicional derrocha el ancho de banda requiriendo que un canal esté siempre dedicado a un único usuario. La transmisión de datos por conmutación de paquetes es muy conveniente también porque el usuario está permanentemente online y solo paga por el volumen de datos transmitido. Al mejorar la eficiencia de la red, el PDC-P da una tasa de transferencia de 28,8 kbit/s .

## Evolución de la red hacia el futuro
El cambio hacia la transferencia de datos por conmutación de paquetes es uno de los pasos más importantes hacia el estándar común para las comunicaciones móviles globales IMT-2000. El PDC por lo tanto, ofrece una ruta de actualización a las redes con una tasa de transferencia de datos de más de 2 Mbit/s .

## Tabla de estándares de telefonía móvil
| 0G                               | 0.5G                 | 1G                          | 2G                                                        | 2.5G   | 2.75G                   | 3G                                                | 3.5G    | 3.75G   | 4G     |
| - PTT - MTS - IMTS - AMTS - IPTS | - Autotel PALM - ARP | - NMT - TACS - ETACS - AMPS | - GSM - DCS1800 - PCS1900 - iDEN - D-AMPS - cdmaOne - PDC | - GPRS | - CDMA2000 1×RTT - EDGE | - W-CDMA - UMTS - FOMA - CDMA2000 1xEV - TD-SCDMA | - HSDPA | - HSUPA | - OFDM |